# Ghidici
Ghidici es una comuna ubicada en el distrito de Dolj, Rumania.

## Superficie
Posee una superficie de 43,62 kilómetros cuadrados.

## Demografía
Hasta 2021 la población era de 2437 habitantes, con una densidad de población de 55,87 habitantes por kilómetro cuadrado.